# Leyla Zana
Leyla Zana (ur. 3 maja 1961 w Silvan) – kurdyjska polityk, która została uwięziona za mówienie w języku kurdyjskim w tureckim parlamencie po wygłoszeniu przysięgi, za co została oskarżona o występowanie przeciwko jedności Turcji.
W 1995 otrzymała Nagrodę Sacharowa nadawaną przez Parlament Europejski, jednak nie mogła jej odebrać do czasu jej wyjścia z więzienia w 2004. W 1995 została uhonorowana również nagrodę Brunona Kreiskiego. 

## Życiorys
Leyla Zana urodziła się 3 maja 1961 w Silvan w Turcji, niedaleko Diyarbakır, położonego w tureckiej części Kurdystanu. W wieku 14 lat poślubiła Mehdiego Zanę, który sprawował w Diyarbakır urząd burmistrza do czasu przewrotu wojskowego w 1980, po którym stał się więźniem politycznym.
W 1991 Leyla Zana została pierwszą Kurdyjką, która uzyskała mandat do Wielkiego Zgromadzenia Narodowego Turcji (tureckiego parlamentu). Wywołała skandal posługując się w parlamencie językiem kurdyjskim, którego publiczne używanie było w Turcji przestępstwem (na posługiwanie się nim zezwolono dopiero w grudniu 1990 / kwietniu 1991 roku). Kończąc swoją przemowę zaznaczyła:
Przysięgam na mój honor i godność przed wielkim narodem tureckim strzec integralności i niepodległości kraju, niepodzielnej jedności narodu i ojczyzny oraz niekwestionowanej i bezwarunkowej suwerenności narodu. Przyrzekam dochować wierności konstytucji. Składam tę przysięgę za braterstwo pomiędzy Turkami a Kurdami.
Tylko ostatnie zdanie – Składam tę przysięgę za braterstwo pomiędzy Turkami a Kurdami – wypowiedziała w języku kurdyjskim.
Początkowo przed konsekwencjami prawnymi chronił ją immunitet. Wstąpiła do Partii Demokratycznej, która została zdelegalizowana, zaś Leyla Zana została pozbawiona immunitetu. W grudniu 1994 z trzema innymi członkami parlamentu z ramienia Partii Demokratycznej (Hatipem Dicle, Selimem Sadakiem i Orhanem Doganem) została aresztowana i oskarżona o zdradę oraz przynależność do Partii Pracujących Kurdystanu (PKK). Oskarżenie o zdradę nie było przedstawione przed sądem, zaś Zana zaprzeczyła informacjom o przynależność do PKK. Jednak dalsze postępowanie miało opierać się na zeznaniach świadków, których zeznania miały być wymuszane pod wpływem tortur. Zana i inni oskarżeni zostali skazani na 15 lat pozbawienia wolności. Zgodnie z wyrokiem, została aresztowana.
To jest spisek. (...) Nie zgadzam się z żadnym ze stawianych mi oskarżeń. Jeśli byłyby one prawdziwe, wzięła bym całkowitą odpowiedzialność za nie, nawet gdyby kosztowałoby mnie to utratę życia. Bronię demokracji, praw człowieka i braterstwa pomiędzy ludźmi. I będę to robić tak długo, jak długo będę żyć.
Leyla Zana została uznana przez Amnesty International za więźnia sumienia. W 1994 została uhonorowana nagrodą pamięci Thorolfa Rafto (przyznawaną przez Fundację Rafto), zaś w 1995 Nagrodą Sacharowa (przyznawaną przez Parlament Europejski). W tym samym roku otrzymała również nagrodę Brunona Kreiskiego. W 1998 ciążący na niej wyrok został przedłużony z powodu listu, który napisała i który to został opublikowany w kurdyjskiej prasie. Miała w nim wyrażać zabronione w Turcji, pro separatystyczne poglądy. Podczas jej pobytu w więzieniu opublikowano jej książkę Zapiski z więzienia (maj 1999). 
Sprawa Leyli Zany oraz przestrzegania praw człowieka przez władze tureckie stały się elementem ograniczającym tureckie aspiracje do bycia członkiem Unii Europejskiej. Członkowie UE potwierdzili swoje stanowisko w tej sprawie przyznając Leyli Zanie Nagrodę Sacharowa w 1995.
W 2001 Europejski Trybunał Praw Człowieka orzekał w sprawie przeciwko Turcji, dotyczącej procesu Leyli Zany. W 2003 w ramach dostosowywania prawa do wymogów europejskich, w Turcji wprowadzono przepisy, zgodnie z którymi w przypadku uznania przez Europejski Trybunał wyroku wydanego przez sąd turecki za niezgodny z postanowieniami zawartymi w Europejskiej Konwencji Praw Człowieka, będzie stanowiło to podstawę do rozpoczęcia nowego procesu.
9 czerwca 2004 decyzją tureckiego sądu apelacyjnego unieważniono 15-letnie wyroki ciążące na Leyli Zanie, Hatipie Dicle, Selimie Sadaku oraz Orhanie Doganie, wydane przez turecki Sąd Bezpieczeństwa Stanu.
W styczniu 2005 Europejski Trybunał Praw Człowieka przyznał Leyli Zanie oraz jej uwięzionym towarzyszom odszkodowania w wysokości 9000 € od rządu tureckiego, jako rekompensatę za naruszenie jej prawa do wolności słowa.
Zana oraz pozostali więźniowie utworzyli w Turcji nową formację polityczną Ruch Społeczny na Rzecz Demokracji (DTH). 17 sierpnia 2005 Partia Demokratyczno-Społeczna (DTP) połączyła się z Partią Ludowo-Demokratyczną (DEHAP) i DTH.

## Aktualna aktywność polityczna
Od 2007 Zana jest aktywną działaczką na rzecz praw człowieka w Turcji, działa także w nowej partii, którą była współzałożycielką w 2005. Wiele kontrowersji wzbudziła jej propozycja reorganizacji Turcji z państwa unitarnego w federację; jednym z członów tej federacji miałby być Kurdystan.
W kwietniu 2008 Zana została skazana przez tureckie władze na dwa lata więzienia za rzekome „szerzenie propagandy terrorystycznej”. Oskarżenie to dotyczyło jej wypowiedzi, w której stwierdziła, że „Kurdowie mają trzech liderów, mianowicie Masuda Barzaniego, Dżalala Talabaniego oraz Abdullaha Öcalana”. Masud Barzani jest prezydentem Kurdyjskiego Okręgu Autonomicznego W Iraku, Dżalal Talabani - etnicznym Kurdem, prezydentem Iraku, zaś Abdullah Öcalan liderem Partii Pracujących Kurdystanu, organizacji uznawanej za terrorystyczną.
Leya Zana w 2015 została wybrana z ramienia Ludowej Partii Demokratycznej do Wielkiego Wielkiego Zgromadzenia Narodowego Turcji.